# إيون أغربيتشانو
إيون أغربيتشانو (12 سبتمبر عام 1882 - 28 مايو عام 1963) هو كاتب وصحفي وسياسي وقسيس رومي كاثوليكي ولاهوتي روماني من مواليد الإمبراطورية النمساوية المجرية. ولد لعائلة تنتمي لطبقة الفلاحين الرومانية في ترانسيلفانيا، وكان بالأصل أرثوذكسيًا ولكنه اختار اعتناق الكاثوليكية الشرقية في ما بعد. تخرج أغربيتشانو من جامعة بودابست بمساعدة رعايا الكنيسة الكاثوليكية في مدينة بلاج ورُسم بعدها قسيسًا. عهد إليه رئاسة إحدى الأبرشيات الواقعة في جبال أبوسيني في بادئ الأمر. شكلت هذه الجبال الخلفية التي دارت فيها أحداث العديد من رواياته. حقق أغربيتشانو شهرة أدبية في كل من ترانسيلفانيا ومملكة رومانيا قبل عام 1910، وانتسب إلى جمعية أسترا الثقافية في عام 1912. كان عمله محل خلاف بين مدرسة ساماناتورل والمدرسة الشعبوية المنافسة لها. أصبح أغربيتشانو من الكتاب غزيري الإنتاج الذي ألفوا العديد من الروايات والروايات القصيرة وغيرها من الضروب النثرية وجاء ذلك في أعقاب استهلاله لمسيرته الشعرية، وكان يعتبر «تشيخوفيًا» أو «تولستويًا» نظرًا لما تمتع به من مهارات في وصف المعاناة التي اكتنفت عامة الناس.
غدا أغربيتشانو منخرط سياسيًا في الحزب الوطني الروماني ووقف إلى جانب الفصيل الأكثر راديكالية المنبثق عنه والذي تزعمه أوكتافيان غوغا. دفعه التزامه بالنشاط الاجتماعي والثقافي في ترانسيلفانيا إلى قضاء العقد الأول من القرن العشرين في أداء واجباته بالقرب من مدينة سيبيو، وأخذ بعدها استراحة خلال الحرب العالمية الأولى متخذًا من روسيا وجمهورية أوكرانيا الشعبية والجمهورية المولدوفية الديمقراطية ملاذًا له. خدم أغربيتشانو كقسيس عسكري في فيلق المتطوعين الروماني ونال تكريمًا عن خدمته. انتقل أغربيتشانو إلى مدينة كلوج في عام 1919، وهناك عاش الجزء الأكبر المتبقي من حياته فيها. انخرط في الحياة السياسية والثقافية في رومانيا الكبرى بعد انتهاء الحرب. وانتقل بين حزب الفلاحين الوطني وحزب الشعب والحزب الزراعي الوطني، وذلك في الوقت الذي ظل فيه مواظبًا على المشاركة في تنظيم مجموعات المصالح الرومية الكاثوليكية بصورةٍ خاصة. أعرب أغربيتشانو عن خيبة أمله إزاء الانحدار الثقافي الذي شعر أن الطبقة السياسية الناشئة عملت على تعزيزه خلال عشرينيات القرن العشرين واعتنق بدلًا من ذلك مواقف يمينية متطرفة وأخرى مرتبطة بتحسين النسل، في حين طالب أيضًا باتباع التنظيم الإداري اللامركزي وتشجيع طبقة الفلاحين على تحسين وضعها الاقتصادي. انتُخب عضوًا في الأكاديمية الرومانية وخدم عدة ولايات في جمعية النواب الوطنية وشغل منصب نائب رئيس مجلس الشيوخ خلال فترة ديكتاتورية حزب جبهة المقاومة الوطنية.
استنكر أغربيتشانو في كتاباته كمحرر وكاتب عمود في صحيفة تريبيونا سياسة التحريفية المجرية ودعم صراحةً سياسات الملك كارول الثاني كوسيلة لترسيخ الاتحاد. غير أنه أقصي من شمال ترانسيلفانيا في نهاية المطاف خلال الحرب العالمية الثانية. وقضى العقد والنصف الأخيرين من حياته تحت وطأة حكم النظام الشيوعي الذي حظر كنيسته وهو أحد الإجراءات التي رفض الإذعان إليها. كذلك حظر الرقباء الشيوعيون الجزء الأكبر من أعماله نظرًا لما تضمنته من مواعظ مسيحية صريحة والتي ثبت عدم توافقها مع الأيديولوجيا الجديدة، ومع ذلك منحه النظام العديد من التكريمات بعدما وجده مفيدًا في تلميع صورة النظام ولا سيما بعد عام 1953. لم يُسمح له بنشر أعماله الكاملة بتاتًا وواصل صراعه مع الرقابة خلال السنوات الأخيرة من حياته. أصبحت إسهامات أغربيتشانو الكاملة متاحة للقراء وأعيد تقييمها بدءًا من تسعينيات القرن العشرين، ولكنه ما يزال يعد من المؤلفين المنسيين إلى حدٍ كبير، ولعل الاستثناء الوحيد المحتمل لذلك هو روايته القصيرة بعنوان «القبح» والتي تقع أحداثها في جبال أبوسيني.

## السيرة الشخصية

### النشأة
ولد إيون أغربيتشانو في قرية تشيناده الواقعة ضمن مقاطعة ألبا في إقليم ترانسيلفانيا (كانت في ذاك الوقت تُعرف باسم مقاطعة آلسو فيهر). كان ترتيبه الثاني من أخوته الثمانية، وكان والداه يدعيان نيكولاي وآنا (لقبها قبل الزواج هو أولاريو). كان كل من والد إيون وجده يعملان في قطع الأخشاب، في حين كان يعتقد بأن أجداده اشتغلوا برعي البقر نظرًا للقب جده المدعو فاسيله بوارو والذي يرجع أصله إلى منطقة سيبيو. اشتُق اسم أغربيتشانو من أغربيتشو وهي القرية التي تنحدر منها العائلة. كان بعض أعضاء العائلة يدينون بالأرثوذكسية بحسب ما ذكرته عدة تقارير، وكان إيون نفسه بالأصل معمدًا كأرثوذكسي. يرى الكاتب إيون برازو أن آنا أغربيتشانو لم تكن تدين بالأرثوذكسية أو الكاثوليكية الشرقية بل اختزلت المشاعر الدينية التي تشاركتها هاتين الطائفتين.
كان آل أغربيتشانو منخرطين في النضال الاقتصادي الرامي إلى تحرير رومانيا وخلق منافسة اقتصادية قائمة على أساسٍ إثني بحسب ما ذكره برازو. ضم هؤلاء الخصوم كلًا من السكسونيين والمجريين واليهود المجريين الذين تبوؤوا مناصب في السلطة: «لم يبدي [أغربيتشانو] تعاطفًا يذكر تجاه أي مجموعة من هذه المجموعات في عمله ككاتب». أضحى نيكولاي من القائمين وعمال الأحراج المحترمين خلال الفترة بدءًا من عام 1900 حتى أنه وصف بـ«الفلاح المثقف» عقب وفاته في عام 1931. اشترك والد أغربيتشانو في عدد من المنشورات المكتوبة باللغة الرومانية التي ظهرت في ترانسيلفانيا حينذاك بحسب ما ذكره الكاتب. أما والدته فكانت أمية على الرغم من حبها الشديد للقصص والسرد القصصي.
يتذكر أغربيتشانو كيف اتسمت طفولته بالشاعرية إذ كان يقضي الصيف وهو يرعى أغنام والده وينام بعدها في كوخ خشبي مبني من العصي. دفعه ولعه بالقراءة إلى مطالعة قصص بيتري إسبيريسكو وقصائد الشاعر جورج كوشبوك. كذلك اعتاد على قراءة كتب الصلاة وهو ما ساعده على التعامل مع شعوره بالعزلة بعدما أجبر على الذهاب إلى المدرسة. أكمل إيون الحلقتين الابتدائية والثانوية في قريته وفي مدينة بلاج ليتخرج بعدها من المدرسة الثانوية العليا في عام 1900. كان من جملة معلميه غافريل بريكوب الذي يعود إليه الفضل في تعريف أغربيتشانو بأسس الفلسفة العالمية ومبادئ القومية الرومانية. وكان من بينهم أيضًا أمبروسيو كيتيانو الذي ساعد إيون على صقل ذوقه في مجال العلوم الطبيعية. تشير أعماله اللاحقة إلى تواجد أغربيتشانو الذي كان حينها في الحادية عشر من العمر بين الحشود الرومانية التي رحبت بالموقعين على مذكرة ترانسيلفانيا، والذين اعتقلتهم السلطات المجرية وسارت بهم عبر شوارع مدينة بلاج.
لاحظ بريكوب خلال تدريس فصول اللغة الرومانية المهارات التي تمتع بها أغربيتشانو كتلميذ حين كان في الصف الخامس ولا سيما حين راجع الأخير إحدى قصائد الشاعر فاسيله أليكسندري. كان أول إنجاز يحققه هو التعاون الذي قام به مع صحيفة أونيرا. وهناك نشر أغربيتشانو سلسلة شعرية (تحت اسم ألفيوس)، ونشر بعدها قصة قصيرة حملت عنوان «خلال الصوم الكبير» في عام 1900. كذلك عمل أغربيتشانو سكرتيرًا في جمعية بلاج الأدبية. كانت هذه الجمعية بمثابة الهيئة الأدبية الوحيدة الناطقة باللغة الرومانية في المدينة والتي تغاضت الإدارة المجرية عن وجودها حينذاك. سرعان ما أصبح بعد ذلك مراسلًا لصحيفة ريفاشول التي اتخذت من مدينة كلوج مقرًا لها. كتب أولى مقالاته تحت الاسم المستعار ألفيوس ومن ثم بدأ باستعمال اسمي أغاربي وبوتكوافا (الذي يعني حدوة الحصان). كانت إحدى المقالات التي نشرها أغربيتشانو هناك حين كان في العشرين من العمر عبارة عن نقد للديمقراطية الاشتراكية (التي اعتبر أتباعها «أعداء ليسوع المسيح وكافة الناس عدا اليهود»)، وامتدح في مقالته الاشتراكية المسيحية بوصفها بديلًا غير ثوري. كذلك رأى استحالة نجاح الديمقراطيين الاشتراكيين المجريين في إقناع الشعب الروماني بمشروعهم السياسي على الرغم من النجاح الذي حققه دعاتهم في «خداع» بعض الترانسيلفانيين المعدمين: «منذ متى كان أولئك اليهود مصدر خلاصنا وليس حتى منهم بل من أي فئة خارجية؟». أدان أغربيتشانو في مقالات أخرى مسؤول الدعاية إيمري سالوسينسكي لما أطلقه من مزاعم بأن الديمقراطية الاشتراكية كانت متوافقة مع العقيدة المسيحية للشعب الروماني.